# Valvarrone (Italia)
Valvarrone (Valvarron in dialetto valvarronese) è un comune italiano sparso di 509 abitanti della provincia di Lecco in Lombardia istituito il 1º gennaio 2018 dalla fusione dei comuni di Introzzo, Tremenico e Vestreno.

## Geografia fisica
Il comune di Valvarrone è interamente collocato nell'omonima valle e attraversato dal torrente Varrone e dai suoi affluenti. Il punto più alto è la cima del monte Legnoncino, a 1711 m s.l.m., al confine con il comune di Sueglio.

## Storia
Il 22 ottobre 2017, in concomitanza con il referendum regionale, si svolse un referendum per l'unione tra i tre comuni alla quale era favorevole il 90,48% dei votanti. Il nuovo comune è operativo dal 1º gennaio 2018.

## Monumenti e luoghi d'interesse

### Chiese
- Chiesa di Sant'Antonio abate a Introzzo
- Chiesa di Santa Maria Assunta ad Avano
- Chiesa parrocchiale di Sant'Agata a Tremenico
- Oratorio di San Carlo a Tremenico
- Santuario della Beata Vergine di Bondo a Vestreno
- Chiesa di Lavadè

### Musei
- Museo Cantar di Pietra, Tremenico
- Ecomuseo della Valvarrone, Introzzo

## Società

### Evoluzione demografica
Abitanti censiti

### Etnie e minoranze straniere
Al 1º gennaio 2018 gli stranieri residenti a Valvarrone con regolare permesso di soggiorno erano 25, pari a circa il 4,4% della popolazione.

## Geografia antropica

### Frazioni
Prima del 1º gennaio 2018, anno di costituzione del comune di Valvarrone, esistevano i tre comuni di Introzzo, oggi sede del municipio di Valvarrone, Tremenico e Vestreno. Le principali frazioni oltre ai tre comuni costituenti sono:
- Acque
- Avano
- Benago
- Bondal
- Comun
- Grasagne
- Masatele
- Monte Lavadè
- Posol
- Roccoli Lorla
- Subiale[9]

## Infrastrutture e trasporti
Il comune è attraversato dalla strada provinciale 67 che collega la SP62 della Valsassina alla SP72 che costeggia la sponda orientale del Lago di Como. Da est a ovest, la strada tocca gli abitati di Avano, Tremenico, Introzzo e Vestreno.
Nella parte meridionale del comune si trovano due teleferiche che collegano la provinciale alla località Lentrèe, un tempo utilizzate per il trasporto del feldspato estratto nelle cave di Lentrèe.

## Amministrazione
| Periodo         | Periodo        | Primo cittadino | Partito         | Carica                  | Note  |
| --------------- | -------------- | --------------- | --------------- | ----------------------- | ----- |
| 1º gennaio 2018 | 10 giugno 2018 | Stefano Simeone |                 | Commissario prefettizio |       |
| 10 giugno 2018  | in carica      | Luca Buzzella   | Progetto Comune | Sindaco                 | [ 1 ] |